# Kristi Noem
Kristi Lynn Noem z domu Arnold (ur. 30 listopada 1971 w Watertown) – amerykańska polityk, członek  Partii Republikańskiej. W latach 2011–2019 członek Izby Reprezentantów ze stanu Dakota Południowa, w latach 2019–2025 gubernator Dakoty Południowej, od 25 stycznia 2025 roku sekretarz bezpieczeństwa krajowego Stanów Zjednoczonych.

## Życiorys
Urodziła się 30 listopada 1971 roku w Watertown w stanie Dakota Południowa. Ma pochodzenie norweskie. Jest córką Rona i Corrine Arnoldów, farmerów oraz ranczerów. Ma dwóch braci i siostrę. W 1994 roku jej ojciec zginął w wypadku na rodzinnej farmie w Hazel w Dakocie Południowej.
Noem przez dwa lata uczęszczała na Northern State University w Aberdeen w Dakocie Południowej. Później kształciła się także na South Dakota State University w Brookings w tym samym stanie i na Mount Marty College w Watertown. W 1994 roku w związku ze śmiercią ojca Noem odłożyła studia, aby wraz z poślubionym dwa lata wcześniej mężem zarządzać rodzinną farmą, jako że starsze rodzeństwo żyło poza Dakotą Południową, a młodszy brat uczył się w szkole średniej. Zajmowali się hodowlą bydła oraz uprawą kukurydzy, soi i pszenicy, a ostatecznie otworzyli domek myśliwski i restaurację. W 2012 roku Noem uzyskała stopień bachelor’s degree z nauk politycznych na South Dakota State University.
Po tym, jak rodzeństwo wróciło do domu i przejęło większość obowiązków związanych z zarządzaniem farmą, Kristi Noem zajęła się polityką. W 2006 roku została wybrana z listy Partii Republikańskiej na członkinię Izby Reprezentantów Dakoty Południowej z 6. okręgu wyborczego w tym stanie i objęła stanowisko w następnym roku. W 2008 roku z powodzeniem ubiegała się o reelekcję do Izby Reprezentantów rodzinnego stanu. Podczas swej drugiej kadencji w izbie była zastępczynią lidera republikańskiej większości.
W 2010 roku Kristi Noem wygrała prawybory Partii Republikańskiej na miano kandydata tej partii na jedyne miejsce dla stanu Dakota Południowa w Izbie Reprezentantów Stanów Zjednoczonych, a następnie w wyborach powszechnych pokonała urzędującą przez trzy kadencje Demokratkę Stephanie Herseth Sandlin. Noem objęła urząd w 2011 roku i szybko stała się ważną postacią w swojej partii, zostając wraz z Timem Scottem wybrana przez republikańskich legislatorów na przedstawiciela partii w kierownictwie Izby Reprezentantów. Jako członkini Izby Reprezentantów Stanów Zjednoczonych w sumie trzykrotnie uzyskiwała reelekcję, zasiadając w izbie niższej amerykańskiego Kongresu do 2019 roku.
W 2016 roku Noem ogłosiła zamiar kandydowania na stanowisko gubernatora Dakoty Południowej. Dwa lata później w wyborach gubernatorskich odniosła zwycięstwo nad kandydatem Demokratów Billiem Suttonem stosunkiem 51,0% do 47,6% głosów i jako pierwsza kobieta w historii została gubernatorem Dakoty Południowej. W 2019 roku została zaprzysiężona na urząd, a trzy lata później uzyskała gubernatorską reelekcję, zdecydowanie pokonując w wyborach Demokratę Jamiego Smitha.
W 2020 roku, kiedy miały miejsce wybory prezydenckie w Stanach Zjednoczonych, kandydat Republikanów Donald Trump wygrał w Dakocie Południowej z kandydatem Demokratów Joe Bidenem. Noem została początkowo wyznaczona na jednego z trzech elektorów prezydenckich Trumpa w Dakocie Południowej, ale później wycofała się z tej roli. We wrześniu 2023 roku poparła Donalda Trumpa w prawyborach prezydenckich Partii Republikańskiej 2024. Podczas kampanii prezydenckiej Trumpa w 2024 roku niektórzy publicyści sugerowali, że Noem była potencjalną kandydatką na wiceprezydenta USA u boku Trumpa.
W listopadzie 2024 roku została nominowana przez prezydenta elekta Donalda Trumpa na stanowisko sekretarza bezpieczeństwa krajowego w jego drugim gabinecie. 25 stycznia 2025 roku Senat Stanów Zjednoczonych zatwierdził jej nominację na to stanowisko stosunkiem głosów 59–34, a następnie odbyło się jej zaprzysiężenie na przedmiotowy urząd.

## Kontrowersje
Popiera stosowanie kary śmierci. 4 listopada 2019 roku jako gubernator Dakoty Południowej odmówiła łaski 63-letniemu Charlesowi Russellowi Rhinesowi, skazanemu na najwyższy wymiar kary za zadźganie nożem 22-letniego Donnivana Schaeffera, pracownika sklepu z pączkami w Rapid City podczas napadu rabunkowego w 1992 roku, w wyniku czego został on stracony przez wstrzyknięcie śmiertelnej trucizny.
W książce swego autorstwa przyznała się do zastrzelenia własnego psa, 14-miesięcznego wyżła szorstkowłosego o imieniu Cricket. Uzasadniła tę decyzję nieprzydatnością psa do polowania oraz jego agresywnymi zachowaniami, takimi jak atak na inwentarz sąsiada (kurczaki) i próby ugryzienia ludzi. Noem stwierdziła w książce, że "nienawidziła tego psa". Opisując ten przypadek, Noem zamierzała zilustrować swoją gotowość do podejmowania "trudnych, brudnych i brzydkich" decyzji, które uważa za niezbędne zarówno w życiu, jak i w polityce. W tej samej publikacji Noem wspomniała także o zastrzeleniu kozła należącego do jej rodziny, którego określiła jako "złośliwego i brzydkiego".

## Życie prywatne
Od 1992 roku jest zamężna z Bryonem Noemem. Ma z nim troje dzieci. Kontynuuje tradycję rodzinną uczęszczania do Kościoła Poczwórnej Ewangelii w Watertown.